# Euspondylus paxcorpus
Espèce
Euspondylus paxcorpus est une espèce de sauriens de la famille des Gymnophthalmidae.

## Répartition
Cette espèce est endémique de la région de Junín au Pérou.

## Publication originale
- Doan & Adams, 2015 : A novel species of Euspondylus (Squamata: Gymnophthalmidae) from the Andes Mountains of central Peru. Zootaxa, no 4033 (1), p. 129–136.